# Platanthera limosa
Platanthera limosa är en orkidéart som beskrevs av John Lindley. Platanthera limosa ingår i släktet nattvioler, och familjen orkidéer. Inga underarter finns listade i Catalogue of Life.